# Кадеткиња Кели
Кадеткиња Кели (енгл. Cadet Kelly) је оригинални филм Disney Channel-а у ком главне улоге играју Хилари Даф и Кристи Карлсон Романо. Премијеру филма гледало је 7,8 милиона гледалаца. Представља други филм у ком Даф игра главну улогу, док је први Каспер упознаје Венди. Ово је други филм Disney Channel-а снимљен у Канади.

## Радња
Кели Колинс (Хилари Даф), слободоумна је средњошколка чија се мајка удаје за бригадног генерала Џоа „Господина” Маквела (Гари Кол). Када њен нови очух постане командант војне школе, Војна академија Џорџа Вашингтона, Кели и њена мама се пресељавају у савезну државу. Кели мора да се упише у школу, јер је то једина школа у том подручју, која иза себе оставља уметничку школу и најбољу пријатељицу Аманду (Сара Гадон). Првог дана у војној школи спријатељила се са Карлом (Андреа Луис), девојком која је већ дуго тамо и показује јој како ствари функционишу. Кели у почетку има проблема са уклапањем и извршавањем наређења чиновника изнад себе, посебно кадетског капетана Џенифер Стоун (Кристи Карлсон Романо), која је заљубљена у кадета мајора Бреда Ригбија (Шон Ешмор). Кели се заљубљује у Бреда и такмичи се са капетаном Стоуновом за његову пажњу. Капетан Стоун се не односи добро према Кели, вербално је злостављајући називајући је „црвом“ и уништавајући њене личне ствари. Након дугог времена да заврши стазу са препрекама, капетан Стоун обара Кели и она мора поново да пређе стазу. Након што се са курса испрља и заврши, Кели се упути на плес, али случајно посрће и уништи хаљину капетана Стоун на плесу, што њу љути. Њен очух разговара са Кели у својој канцеларији о инциденту и ономе шта учитељи кажу о њој. Код куће, Кели је спремна да каже мами о својим осећањима и мишљењима о новој школи, али пре него што је уопште могла да започне, мајка јој открије да ће Кели добити полубрата (што подразумева да ће њени мајка и очух имати бебу). Видећи да је њеној мами потребна подршка, зарекла се да ће свом очуху помоћи да научи како се бринути о детету и учинити га „спремним” да постане тата. Да би се вратила код капетана Стоун због уништења једног од њених ћебади, Кели одлучује усред ноћи осликати Стоунину косу као узврат, по истом узорку као покривач који је Стоун уништила.
Сутрадан, капетан Стоун даје Кели позив, па је приморана да се појави на Кадетском суду. На Кадетском суду проглашена је кривом за многа кршења. Очух је осуђује да се брине и гланца униформе тима који представља школу, коју је раније у филму називала тимом робота. Међутим, она им се постепено допада и одлучује да се испроба у тиму, видећи да им треба мало инспирације. Уз помоћ друге њене пријатељице, Глорије (Ејми Гарсија), она вежба довољно и успева да уђе у тим.
Након што је Кели следи неке потезе које је вежбала капетан Стоун, мајор кадета Ригби дао је предлог да те потезе уграде у рутину за такмичење. Кели пита капетана Стоун да ли би могле заједно радити на рутини за такмичење, а капетан Стоун пристаје да о томе разговара с њом. Келин тим стиже до такмичења који ће се одржати у другој школи. Келин отац је изненади откривајући да ће радити посао у близини и може доћи на такмичење да је види како наступа. На дан такмичења, међутим, он се не појављује и Кели почиње да брине. Њен очух примећује да је невоље и тражи од ње да му објасни ситуацију. Кели му каже да је од оца примила телефонски позив који се прекинуо, што јој се чини необично. Свој мобилни телефон назива својом и спасоносном мрежом свог оца и каже да би он звао само ако је то апсолутна нужда. Видевши да је Кели потребна помоћ, он је извлачи са такмичења и одлази с њом до локације за коју је њен отац рекао да ће бити. Пронашли су га на литици, док је пао. Кели не жели да га остави самог, па користи вештине које је научила на тренингу да скочи низ литицу и остане поред оца. Џо зове помоћ, а спасилачки тим долази да доведе њега и Кели назад. Након што је очух загрли уместо да је поздрави, Кели схвата да је Џо постао очинскији, каже обојици тата да је поносна што је њихова ћерка.
Кели се враћа на такмичење да би утврдила да су им смањили пет бодова. Једина шанса за победу им је посебна рутина коју су Кели и Стоун вежбале. Оне то изводе и добијају одличне оцене од комисије за оцењивање. Џорџ Вашингтон заузима друго место, најбоље што су икада урадили. Стоун каже Кели да се није придружила тиму, никада не би стигли толико далеко. Кели, пресрећна кад је чује да је Стоун једном хвали, загрли је, чиме је изненађена, али јој свеједно узвраћа загрљај. Кели се зарекла да ће победити следеће године све док она и Стоун буду вежбале своју рутину, али Стоун открива да се сели у Европу јер је тамо премештен њен отац, који је у војсци. Стоун каже Кели да би волела да Кели једног дана постане капетан кадета и мора да се суочи са „црвом” попут ње. Тада се тим за вежбу суочава са Џоом који им салутира за добро обављен посао и Кели се насмеје и поздрави га самог, што он узвраћа.

## Улоге
| Глумац                | Улога                                      |
| --------------------- | ------------------------------------------ |
| Хилари Даф            | Кели Џоселин Колинс                        |
| Кристи Карлсон Романо | кадет капетан Џенифер Оријана „Џени” Стоун |
| Гари Кол              | генерал Џо „Господин” Максвел              |
| Андреа Луис           | Карла                                      |
| Шон Ешмор             | кадет мајор Бред Ригби                     |
| Ејми Гарсија          | Глорија Рамос                              |
| Сара Гадон            | Аманда                                     |
| Линда Кеш             | Саманта                                    |
| Најџел Хамер          | Адам Колинс                                |